# ʿAbdul-Bahāʾ

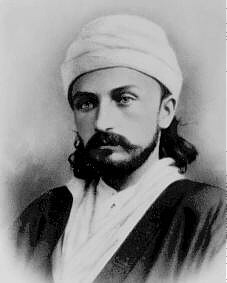
ʿAbdul-Bahāʾ 1868

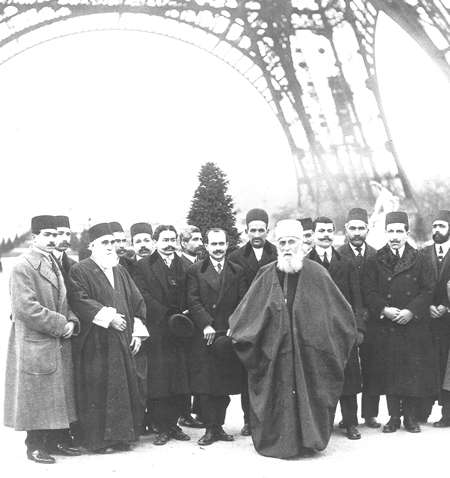
ʿAbdul-Bahāʾ in Paris, wo er im Dezember 1911 seine Ansprachen hielt

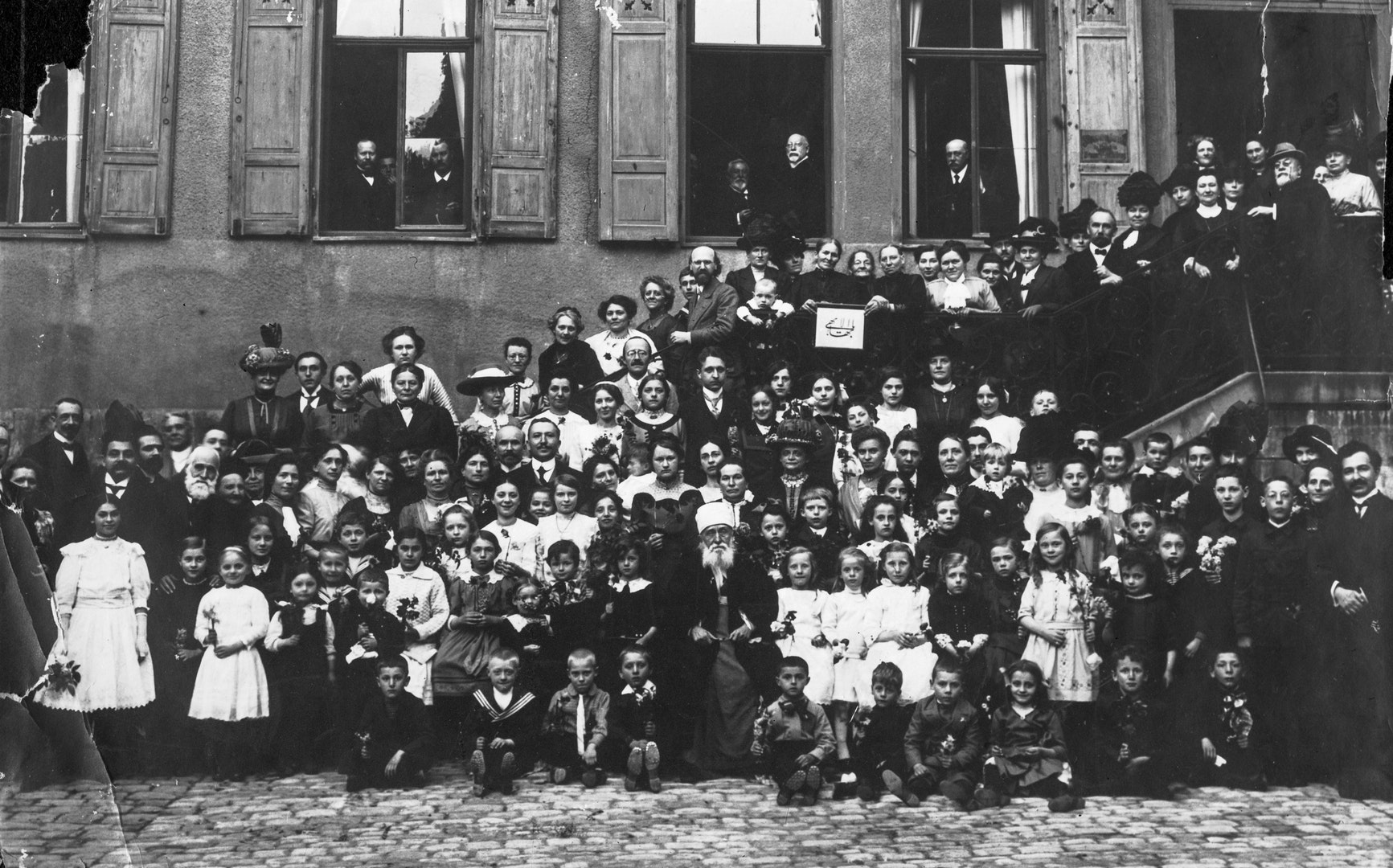
Während seines Aufenthalts in Deutschland im Jahr 1913 besuchte ʿAbdul-Bahāʾ am 4. April ein Kinderfest in Esslingen am Neckar.

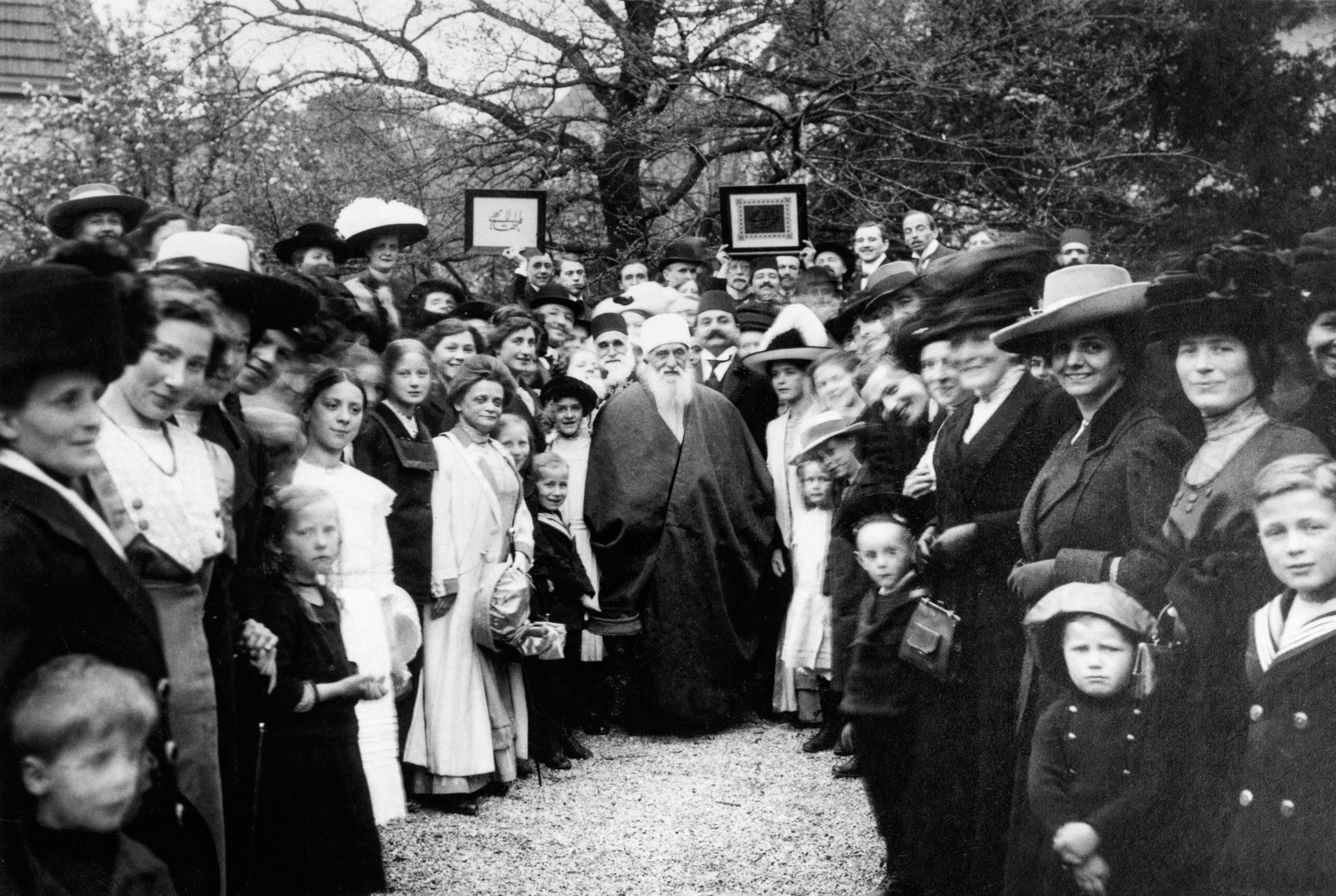
Am 6. April 1913 besuchte ʿAbdul-Bahāʾ die Villa Wagenburg der Familie Schwarz in Stuttgart.

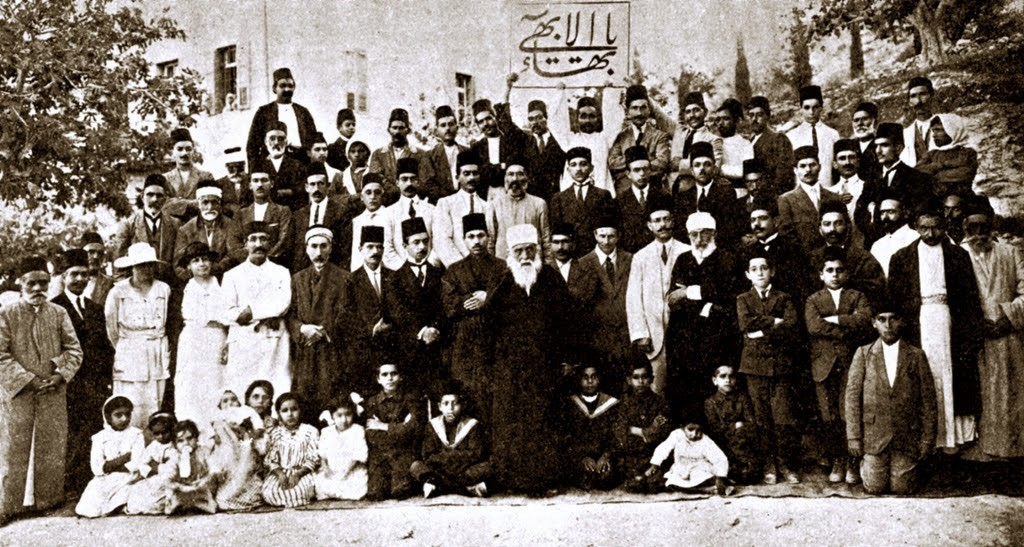
ʿAbdul-Bahāʾ mit Pilgern auf dem Berg Karmel im November 1919

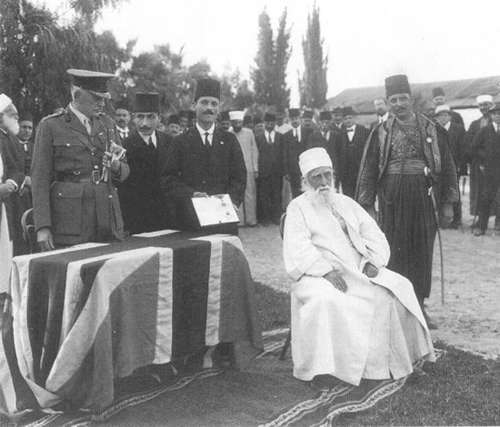
ʿAbdul-Bahāʾ wurde 1920 zum Knight Commander of the Order of the British Empire geschlagen

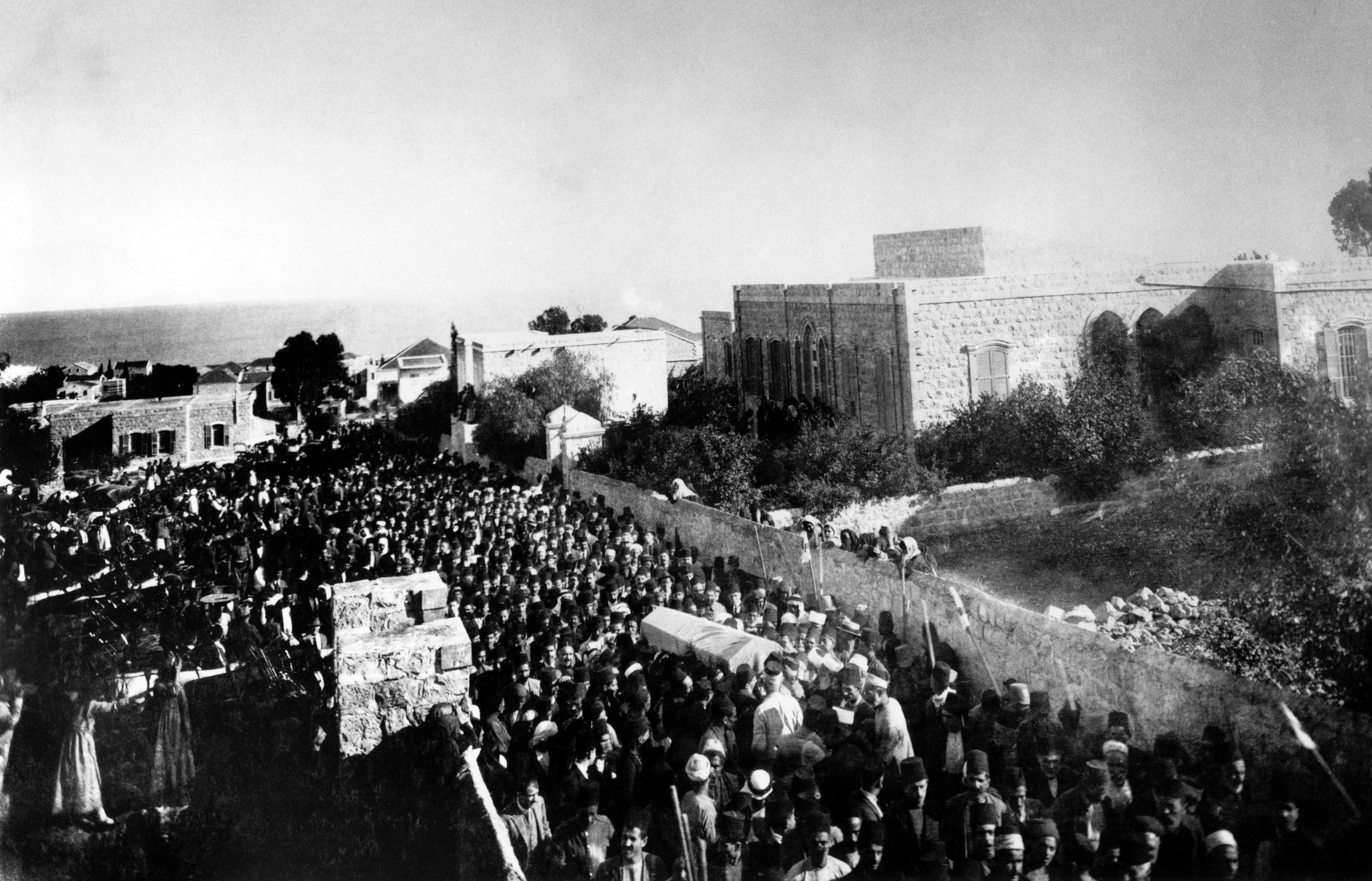
Die Beisetzung ʿAbdul-Bahāʾ's in Haifa am Berg Karmel

ʿAbdul-Bahāʾ (arabisch عبد البهاء, DMG ʿAbd al-Bahāʾ ‚Diener der Herrlichkeit [Gottes]‘; geboren 23. Mai 1844 in Teheran, Iran; gestorben 28. November 1921 in Haifa, Israel, damals Völkerbundsmandat für Palästina) war der Sohn des Religionsstifters Bahāʾullāh. Nach dessen Tod wurde er das religiöse Oberhaupt der Bahāʾī-Gemeinde und Ausleger der Heiligen Schriften seines Vaters. Durch sein humanitäres Engagement, seine Schriften und Ansprachen in vielen Ländern, erlangte er als Verfechter des Friedens und der Gerechtigkeit hohe Anerkennung. Den Bahāʾī gilt ʿAbdul-Bahāʾ als moralisches Vorbild.
Sein bürgerlicher Name war ʿAbbas Effendi (persisch عباس افندی, DMG ʿAbbās Effendī). Er selbst wählte für sich den Ehrentitel ʿAbdul-Bahāʾ (Bahai-Transkription ‘Abdu’l-Bahá), der sich von Abd (arabisch „Diener“) und Bahāʾ (arabisch „Herrlichkeit“) ableitet.

## Leben
ʿAbdul-Bahāʾ wurde in der Nacht des 23. Mai 1844 in Teheran geboren. In dieser Nacht erklärte der Bāb, der im Bahaitum als Bahāʾullāhs Vorläufer verehrt wird, seine Sendung. Seine Mutter war Bahāʾullāhs erste Frau Asie Chanum. In seiner Kindheit erlebte er sowohl die Inhaftierungen und Verbannungen (die finale 1852) seines Vaters aufgrund religiöser Verfolgung als auch den Rückzug seines Vaters in die Berge Kurdistans (1854–1856). In enger Beziehung zu seinem Vater stehend, arbeitete er bereits in seiner Jugend als dessen Sekretär und Vertreter gegenüber den Behörden und der Öffentlichkeit. Über die Jahre wurde seine Verantwortung immer umfangreicher.
1873 heiratete er Munire Chanum (1847–1938, bürgerlicher Name Fatime Nahri). Sie hatten neun Kinder, von denen vier Töchter das Erwachsenenalter erreichten.
Einen Großteil seines Lebens verbrachte ʿAbdul-Bahāʾ mit seinem Vater und seiner Familie in Gefangenschaft und Verbannung, unter anderem im Gefängnis Akkon. Sein Vater hatte ihn in seinem Testament, dem Buch des Bundes, eingesetzt, seine Schriften zu erläutern und die Gemeinde seiner Anhänger zu leiten.
Noch als Gefangener begann er nach dem Tod seines Vaters, Bahāʾī nach Europa und den Vereinigten Staaten zu senden. Auf diese Weise entstanden unter anderem 1894 erste Gemeinden in Nordamerika und 1905 in Deutschland. Zur Jahreswende 1898–99 trafen die ersten amerikanischen Pilger in Haifa ein. Gleichzeitig begann er im Iran, die ersten gewählten Gremien aufzubauen. Ebenso ließ er dort zunächst eine Knaben- und später eine Mädchenschule gründen.
Erst im Alter von 64 Jahren erlangte er im Jahr 1908 infolge der jungtürkischen Revolution die Freiheit. Er ließ den Schrein des Bāb in Haifa fertigstellen und konnte 1909 dessen Leichnam endgültig beisetzen.
Im Jahr 1910 begann ʿAbdul-Bahāʾ seine Reisen, die ihn durch Ägypten, Europa, die Vereinigten Staaten und Kanada führten, um die Lehren seines Vaters bekannt zu machen. Die Themen seiner Ansprachen im Westen vor den Mitgliedern der jungen Bahāʾī-Gemeinden und in der Öffentlichkeit drehten sich um Frieden, religiöse Toleranz, soziale Gerechtigkeit, die Rechte der Frauen und die Überwindung rassischer Diskriminierung. Viele seiner Ausführungen wurden aufgezeichnet und in Buchform veröffentlicht. Während seiner Reisen in den Westen traf er Angehörige aller Schichten.
Ende 1913 kehrte er nach Haifa zurück. Kurz nach seiner Heimkehr brach der Erste Weltkrieg aus. Er ließ Getreide zurücklegen und verteilte es in der folgenden Hungersnot unter den Armen. Sein jahrelanger Einsatz für das Wohl der Menschen sicherte ihm die Hochachtung der Bevölkerung Palästinas und der britischen Mandatsmacht. ʿAbdul-Bahāʾ wurde im Jahr 1920 in Anerkennung seiner humanitären Verdienste während der Kriegsjahre zum Knight Commander of the Order of the British Empire geschlagen.
Er ernannte seinen ältesten Enkel Shoghi Effendi zu seinem Nachfolger als „Hüter des Bahāʾī-Glaubens“.
Der Todestag ʿAbdul-Bahāʾs, der 28. November 1921, gilt als Gedenktag im Bahai-Kalender. Die Beisetzung ʿAbdul-Bahāʾs im Schrein des Bab am Berg Karmel wurde von der Teilnehmerzahl her zur bislang größten Demonstration gemeinsamer Betroffenheit und Trauer sämtlicher Religions- und Bevölkerungsgruppen Palästinas.

## Wirken
In seiner Rolle als Oberhaupt des Bahāʾī-Glaubens stärkte ʿAbdul-Bahāʾ die im Aufbau befindliche Bahāʾī-Gemeinde. So breitete sich der Glauben unter anderem in den Vereinigten Staaten und in Europa aus. Während seiner Reisen in den Westen festigte er die jungen Bahāʾī-Gemeinden, trat mit allen Schichten der Öffentlichkeit in Kontakt und machte sie mit wesentlichen Lehren Bahāʾullāhs vertraut. Ein weiterer Grund für seine Reisen in die Vereinigten Staaten war seine Einladung, als Hauptredner auf der 18. Lake-Mohonk-Friedenskonferenz zu sprechen.

### Entwicklung der Bahāʾī-Gemeinde
In seiner Amtszeit widmete sich ʿAbdul-Bahāʾ der weltweiten Ausbreitung und Festigung des Bahāʾī-Glaubens sowie der Entwicklung der Verwaltungsordnung Bahāʾullāhs. Bis zu seinem Tod konnte sich die Bahāʾī-Religion in etwa 37 Ländern etablieren. Im Iran bildete sich ein Netzwerk an gewählten lokalen Gremien, die sich neben administrativen Fragen auch der allgemeinen Bildung widmeten. Beispielsweise gründeten sie die ersten allgemein zugänglichen Schulen für Mädchen. Unter der Führung ʿAbdul-Bahāʾs entwickelte sich die Gemeinde im Kaukasus und in Russisch-Zentralasien, nicht zuletzt in Aşgabat. Dort konnte die Bahāʾī-Gemeinde trotz staatlicher Restriktionen unter anderem ein Haus der Andacht und Schulen errichten. Von spezifischer Bedeutung für die weitere Entfaltung des Bahāʾī-Glaubens war dessen Ausbreitung in Nordamerika und Europa. Ab Ende des 19. Jahrhunderts besuchten auch aus diesen Gegenden vermehrt Pilger ʿAbdul-Bahāʾ in Akkon, im heutigen Israel. ʿAbdul-Bahāʾ betraute die amerikanischen Bahāʾī mit der Aufgabe, die weitere Verbreitung des Bahāʾī-Glaubens in einer Vielzahl anderer Länder voranzubringen. Noch zu Lebzeiten ʿAbdul-Bahāʾs ließen sich die ersten Bahai in Südamerika und Australien nieder.

### Die Reisen in den Westen
Im August 1911 begann ʿAbdul-Bahāʾ mit 68 Jahren – die längste Zeit seines Lebens war er ein Gefangener des Osmanischen Reichs – seine insgesamt etwa zwei Jahre dauernden Reisen im Westen, in Europa und den Vereinigten Staaten. Zunächst fuhr er per Schiff von Ägypten aus nach Marseille, von dort mit der Bahn nach Thonon-les-Bains und kam Anfang September in London an. Einen Monat später reiste er für zwei Monate nach Paris und kehrte Anfang Dezember nach Ägypten zurück. Seine zweite Reise führte ihn direkt in die Vereinigten Staaten. Am 11. April 1912 erreichte er New York und besuchte viele Städte bis an die Westküste. Für 10 Tage blieb er auch in Montreal in Kanada. Anfang Dezember verließ er die Vereinigten Staaten und erreichte Mitte Dezember 1912 Liverpool zu seiner zweiten Reise nach Europa. Nach zweimonatigen Aufenthalt in Paris traf er am 1. April 1913 in Stuttgart ein. Nach einem Abstecher in Budapest und Wien, kehrte er Anfang Mai nach Paris zurück. Mitte Juni 1913 beendete er seinen Aufenthalt in Europa und reiste über Ägypten nach Haifa zurück. Durch seine Reisen in den Westen festigte ʿAbdul-Bahāʾ die sich im Aufbau befindlichen westlichen Gemeinden. Über seine öffentlichen Zusammenkünfte an zahlreichen Orten wurde in den jeweiligen Zeitungen berichtet. Die britische Zeitung The Christian Commonwealth veröffentlichte laufend Artikel über seine Reisen in Europa und den Vereinigten Staaten. Er traf während seiner Reisen viele namhafte Persönlichkeiten wie den Philosophen Henri Bergson, den Autoren Khalil Gibran, den Friedensaktivisten David Starr Jordan, die Frauenrechtlerin Emmeline Pankhurst, die Friedensnobelpreisträgerin Bertha von Suttner, den Orientalisten Hermann Vámbéry und andere. Seine aufgezeichneten Ansprachen liefern einen bedeutenden Beitrag zu den Bahāʾī Schriften, wie seine Ansprachen in Paris.

### Einsatz für den Weltfrieden
Eines der Themen, das von Anfang an eine zentrale Rolle im Bahaitum spielt, ist die Förderung des Weltfriedens. In den Sendschreiben Bahāʾullāhs an die Herrscher seiner Zeit forderte er sie auf, Einheit und Eintracht unter den Menschen zu schaffen und die Waffen des Krieges abzulegen. In seinen Ansprachen und Briefen betonte ʿAbdul-Bahāʾ immer wieder die Wichtigkeit, sich für den Weltfrieden einzusetzen. Die Wahl des Termins der Reise in die Vereinigten Staaten hing auch mit der Einladung zusammen, als Hauptredner auf der 18. Lake Mohonk Friedenskonferenz zu sprechen. Solche internationalen Konferenzen spiegelten die Stärke der damaligen pazifistischen Friedensbewegungen wider, in denen besonders Frauen aktiv waren. ʿAbdul-Bahāʾ war einer der geladenen Hauptredner und sprach am ersten Abend der dreitägigen Lake-Mohonk-Friedenskonferenz. Seine Ansprache lag in englisch übersetzter Version vor und wurde verlesen. Sie wurde in dem Tagungsbericht publiziert und anschließend in verschiedenen New Yorker Zeitungen diskutiert. In dieser Ansprache und den folgenden Gesprächen stellte ʿAbdul-Bahāʾ das Friedenskonzept seines Vaters vor. Auch wenn ʿAbdul-Bahāʾ Institutionen wie dem 1907 gegründeten internationalen Gerichtshof zum Schlichten der Streitigkeiten zwischen den Nationen gut hieß, so hielt er sie nicht für ausreichend, den Frieden in der Welt zu sichern. In einem Interview in Kanada sagte er den Ausbruch des Ersten Weltkrieges in Europa voraus. Wie dem Konferenzbericht zu entnehmen ist, stellte ʿAbdul-Bahāʾ das Anerkennen der Einheit der Menschheit als wesentliche Vorbedingung für einen dauerhaften Frieden heraus. Die Aufgabe der Religion sei es, Einheit und Frieden zu stiften. Jegliche Formen der Diskriminierung müssten abgeschafft werden, seien sie politisch, national, ethnisch oder religiös begründet: "Das fünfte Prinzip ist, dass rassistische, religiöse, patriotische und politische Vorurteile die Grundlagen des Gemeinwesens zerstören. Die ganze Menschheit ist eine einzige Art, die Oberfläche der Erde ein einziges Zuhause und die Grundlagen der göttlichen Religionen eins". Die Gleichberechtigung der Frauen müsse erreicht und die extremen Unterschiede zwischen Arm und Reich beseitigt werden. Ohne eine geistig-spirituelle Motivation ließen sich diese Prinzipien nicht wirkungsvoll umsetzen.

### Der Mittelpunkt des Bundes
In seinem Testament setzt Bahāʾullāh seinen ältesten Sohn ʿAbdul-Bahāʾ als Oberhaupt des Bahāʾī-Glaubens und autorisierten Ausleger seiner Schriften ein, an den sich alle nach seinem Tod in Glaubensfragen zu wenden hätten. Die Bahāʾī-Schriften bezeichnen ihn als den Mittelpunkt des Bundes Bahāʾullāhs. Um die Kontinuität des Bundes und die fortgesetzte Einheit der Bahāʾī-Lehre und der Gemeinde zu sichern, ernannte ʿAbdul-Bahāʾ in seinem Testament zwei auf ihn nachfolgende Institutionen: er betraute seinen Enkel Shoghi Effendi mit der Funktion „Hüter des Bahāʾī-Glaubens“ und bekräftigte die Autorität des von Bahāʾullāh zuvor beschriebenen Universalen Hauses der Gerechtigkeit. Nach dem Tod Shoghi Effendis gilt das Universale Haus der Gerechtigkeit nach seiner erstmaligen Wahl 1963 als die höchste Institution des Glaubens. Laut Hutter sichert dieser Bund in der Praxis eine einheitliche, weltweite Bahāʾī-Gemeinde. Das langfristige Ziel dieses Bundes ist, dass die Offenbarung Bahāʾullāhs „das Wohl des Menschengeschlechts“ sichern, „seine Einheit“ fördern und „den Geist der Liebe und Verbundenheit unter den Menschen“ pflegen kann.

### Opposition
Auch wenn Bahāʾullāh schriftlich seinen ältesten Sohn ʿAbdul-Bahāʾ als Oberhaupt des Bahāʾī-Glaubens und autorisierten Ausleger seiner Schriften eingesetzt hat, versuchte ʿAbdul-Bahāʾs ältester Halbbruder Mirza Muḥammad ʿAlī seine Stellung als „Mittelpunkt des Bundes“ zu untergraben und beanspruchte für sich selbst die Führungsposition. Ihm gelang es, einen großen Teil der Familie Bahāʾullāhs auf seine Seite zu ziehen. Dagegen hielt die große Mehrheit der Bahāʾī-Gemeinde außerhalb des Gebiets um Akkon zu dem testamentarisch ernannten Oberhaupt ʿAbdul-Bahāʾ. Stockmann nennt Eifersucht Muḥammad ʿAlīs auf seinen älteren Halbbruder als mögliches Motiv für seine Auflehnung. Hutter führt auch theologische Argumente an, wonach Muḥammad ʿAlī auf dem Status quo bestanden, aber ʿAbdul-Bahāʾ die Entfaltung der Weltordnung Bahāʾullāhs vorangetrieben haben soll. Nach Margit Warburg leben in Akkon noch einige der Nachfahren der Familien, die sich Muḥammad ʿAlī angeschlossen hatten, seien aber religiös inaktiv. Der Glaube sterbe unter ihnen aus.

## Werke
Deutsch
- Sara Louisa Blomfield (Hrsg.): ‘Abdu’l-Bahá. Ansprachen und Gesprächsnotizen. Baháʼí-Verlag, Hofheim 2011, ISBN 978-3-87037-483-9 (Inhaltsverzeichnis).
- Ansprachen in England und Nordamerika. 1911–1912. Eine Auswahl. Baháʼí-Verlag, Hofheim 2010, ISBN 978-3-87037-485-3 (Inhaltsverzeichnis).
- Das Geheimnis göttlicher Kultur. Baháʼí-Verlag, Hofheim 2008, ISBN 978-3-87037-060-2 (bibliothek.bahai.de).
- Beantwortete Fragen. Baháʼí-Verlag, Hofheim 2006, ISBN 3-87037-094-7 (bibliothek.bahai.de).
- „Wenn ein Kriegsgedanke kommt, so widersteht ihm mit einem stärkeren Gedanken des Friedens“. Die Reden und Schriften von ʼAbduʼl-Bahá für eine neue Kultur des Friedens sowie ein Statement zum Internationalen Jahr des Friedens. Baháʼí-Verlag, Hofheim 1999, ISBN 3-87037-365-2.
- Brief an Forel. Baháʼí-Verlag, Hofheim 1998, ISBN 3-87037-072-6 (bibliothek.bahai.de).
- Auf Pfaden der Gottesliebe. Über den Báb und seine Zeit. Baháʼí-Verlag, Hofheim 1997, ISBN 3-87037-328-8 (bibliothek.bahai.de).
- „Christ sein heißt …“ Baháʼí-Verlag, Hofheim 1997, ISBN 3-87037-331-8.
- Briefe und Botschaften. Baháʼí-Verlag, Hofheim 1992, ISBN 3-87037-280-X (bibliothek.bahai.de).
- Wille und Testament. In: Dokumente des Bündnisses. Bahai-Verlag, Hofheim 1989, ISBN 3-87037-231-1 (bibliothek.bahai.de).
- Sendschreiben zum Göttlichen Plan. Baháʼí-Verlag, Hofheim 1989, ISBN 3-87037-232-X (bibliothek.bahai.de).
- Der Weltfriedensvertrag. Baháʼí-Verlag, Hofheim 1988, ISBN 3-87037-211-7.
- Vorbilder der Treue. Erinnerungen an frühe Gläubige. Baháʼí-Verlag, Hofheim 1987, ISBN 3-87037-195-1 (bibliothek.bahai.de).
- Ansprachen in Paris. Baháʼí-Verlag, Hofheim 1983, ISBN 3-87037-062-9 (bibliothek.bahai.de).
- Kleine Auswahl aus seinen Schriften. Baháʼí-Verlag, Hofheim 1980, ISBN 3-87037-119-6.

Englisch
- The Promulgation of Universal Peace. US Bahá’í Publishing Trust, 1982 (Online).
- Foundations of World Unity. US Bahá’í Publishing Trust, 1979 (online bei der Baháʼí International Community).
- Bahá’í World Faith—Selected Writings of Bahá’u’lláh and ‘Abdu’l-Bahá. US Bahá’í Publishing Trust, 1976, Kapitel 6-9 (online bei der Baháʼí International Community).
- Tablets of Abdul-Baha Abbas. Bahá’í Publishing Committee, 1909 (Online).